# Диња
Диња је једногодишња зељаста биљка, пореклом из Азије и Африке. Врло је вероватно да је још пре више хиљада година пренета и у друге крајеве света. Већ стари Египћани сматрали су дињу посластицом. Стари Римљани, а свакако и Грци, сладили су се дињама баш као и ми данас. Прва земља у којој је диња почела интензивно да се гаји била је Француска. То се догодило пре више од три стотине година.
Даје жуте, меснате, сочне и слатке плодове. За исхрану се користе плод, корен и семе. Ботанички гледано, диња обухвата низ узгојених варијетета и култивара. Неке врсте диња називају се канталупа, а неке касаба. Ове последње стижу касно у сезони, али се боље одржавају и могу дуже да стоје приликом транспорта на пијаце. Та врста диња има глатку, жућкасто-зелену кору и веома је крупна.
Диња садржи бета-каротин, фолну киселину и витамин Ц, као и маледозе витамина Б1, Б2, Б3, Б4, Б5, Б6 и витамина Е. Од минерала у дињи се налазе: калцијум, магнезијум, фосфор, калијум, натријум, сумпор, цинк, гвожђе и бакар. 